# Новий Вількув
Новий Вількув (пол. Nowy Wilków) — село в Польщі, у гміні Леонцин Новодворського повіту Мазовецького воєводства.
Населення — 305 осіб (2011).
У 1975-1998 роках село належало до Варшавського воєводства.

## Демографія
Демографічна структура станом на 31 березня 2011 року:
|          | Загалом | Допрацездатний вік | Працездатний вік | Постпрацездатний вік |
| -------- | ------- | ------------------ | ---------------- | -------------------- |
| Чоловіки | 159     | 29                 | 110              | 20                   |
| Жінки    | 146     | 22                 | 94               | 30                   |
| Разом    | 305     | 51                 | 204              | 50                   |